# 월터와 프랭크
《월터와 프랭크》(영어: Wrestling Ernest Hemingway)는 미국에서 제작된 란다 헤인스 감독의 1993년 로맨틱 드라마 영화이다. 로버트 듀발 등이 출연하였고, 토드 블랙 등이 제작에 참여하였다.

## 출연진
- 로버트 듀발
- 리처드 해리스
- 셜리 매클레인
- 샌드라 불럭
- 파이퍼 로리
- 마티 벌래프스키
- 에드 애머트루도

## 기타 제작진
- 공동 제작: 짐 밴윅
- 미술: 발데마르 칼리노프스키
- 의상: 조 I. 톰프킨스